# Jay Nixon

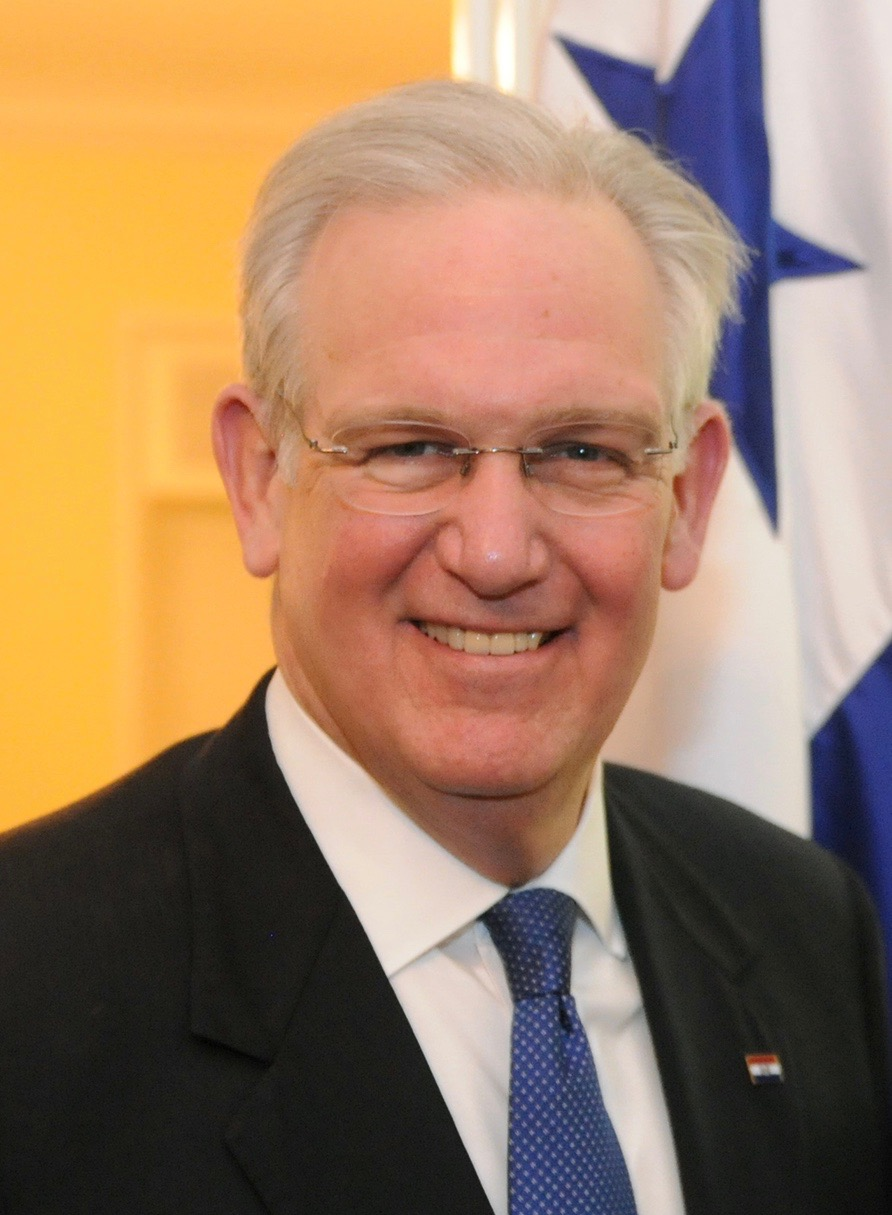
Jay Nixon (2016)

Jeremiah Wilson „Jay“ Nixon (* 13. Februar 1956 in De Soto, Jefferson County, Missouri) ist ein US-amerikanischer Politiker der Demokratischen Partei. Von 2009 bis 2017 war er Gouverneur von Missouri. Davor war er seit 1993 Attorney General des Bundesstaates. 
Jay Nixon ist nicht verwandt mit dem ehemaligen US-Präsidenten Richard Nixon. 

## Politische Laufbahn
Nixon, der nach seinem Jura-Studium an der University of Missouri zunächst beruflich als Rechtsanwalt in seiner Heimatstadt tätig war, wurde 1986 erstmals für sechs Jahre in den Senat von Missouri gewählt, wo er das Jefferson County vertrat. Bereits 1988 strebte er erstmals ein Amt auf Bundesebene an, als er versuchte, den amtierenden US-Senator für Missouri, den Republikaner John Danforth, zu verdrängen. Nixon erhielt nur 32 % der Stimmen und musste sich damit Danforth geschlagen geben.
1992 kandidierte Nixon für das Amt des Attorney General von Missouri. Vorherrschende Wahlkampfthemen waren die Bekämpfung von Kriminalität, die Beseitigung von Korruption in der Regierung sowie Verbraucher- und Umweltschutz. Der Wahlkampf zwischen ihm und seinem republikanischen Widersacher David Steelman war in bemerkenswerter Weise von persönlichen Angriffen geprägt. Nixon konnte die Wahl am 3. November 1992 mit 51 % zu 45 % der Stimmen für sich entscheiden und übernahm 1993 das Amt des Attorney General von William L. Webster.
Nixon wurde 1996, 2000 und 2004 mit großer Mehrheit wiedergewählt. Dazwischen unternahm er 1998 einen weiteren Anlauf auf einen Sitz im Senat, unterlag aber dem amtierenden Republikaner Kit Bond. Seine in seiner Funktion als Attorney General gestarteten Kampagnen in den Bereichen Verbraucherschutz, Gesundheitswesen und Umweltschutz machten Nixon über die Grenzen des Bundesstaats bekannt.
Nachdem der amtierende Gouverneur von Missouri, Matt Blunt, am 22. Januar 2008 überraschend angekündigt hatte, dass er für eine zweite Amtszeit nicht zur Verfügung stehe, bewarb sich Nixon neben zwei weiteren Demokraten und fünf republikanischen Kandidaten für dieses Amt. Bei den Vorwahlen am 5. August 2008 wurde Nixon für die Demokraten und Kenny Hulshof für die Republikaner nominiert. Bei den Gouverneurswahlen am 4. November setzte sich Nixon mit 58 % gegenüber 39 % deutlich gegen seinen Kontrahenten durch.
Auch bei der nächsten Wahl am 6. November 2012 konnte Nixon mit knapp 55 % die Mehrheit der Stimmen für sich verzeichnen, wobei der republikanische Kandidat Dave Spence knapp 43 % erreichte und Jim Higgins (Libertarian Party) knapp 3 % der Wähler gewann. Aufgrund einer von der Staatsverfassung vorgegebenen Amtszeitbeschränkung durfte er im Jahr 2016 nicht mehr kandidieren. Daher endet seine Amtszeit im Januar 2017. Zu seinem Nachfolger wurde der Republikaner Eric Greitens gewählt.

## Positionen
Jay Nixon ist ein Befürworter der Todesstrafe. Wenn eine Jury für die Todesstrafe plädiert, so sollte die Exekution stattfinden. 2014 wurden in Missouri 10 Exekutionen durchgeführt (28 Prozent aller Exekutionen 2014). Während Nixons Zeit als Attorney General wurden 59 Personen hingerichtet. Am 18. März 2015 wurde Cecil Clayton, ein durch eine Hirnschädigung zum Tatzeitpunkt mental beeinträchtigter Dreiundsiebzigjähriger mit der Giftspritze in Missouri hingerichtet. Die Europäische Union hatte sich in diesem Fall für eine Aussetzung der Vollstreckung eingesetzt.
Anzahl der hingerichteten Menschen während seiner Amtszeit als Gouverneur pro Jahr:
| Jahr   | 2009 | 2011 | 2013 | 2014 | 2015 |
| Anzahl | 1    | 1    | 2    | 10   | 6    |

Anzahl der hingerichteten Menschen während seiner Amtszeit als Justizminister pro Jahr:
| Jahr   | 1991 | 1992 | 1993 | 1995 | 1996 | 1997 | 1998 | 1999 | 2000 | 2001 | 2002 | 2003 | 2005 |
| Anzahl | 1    | 1    | 4    | 6    | 6    | 6    | 3    | 9    | 5    | 7    | 6    | 2    | 5    |